# X-Maleya
 (décembre 2013).
X-Maleya est un groupe de musique camerounais, composé de Roger Samnig, Auguste Rim et Haissam Zaiter.

## Histoire du groupe

### Les premières années
Venant d’origines diverses et partageant la même passion pour la musique, ces trois amis d’enfance Auguste RIM, Haitem ZAITER et Roger SAMNIG décident de former ensemble un groupe qui matérialisera l’expression de leur musique. Lorsque le groupe X – MALEYA est créé en 1996 sous la coupole de Ruben Binam, ces trois jeunes garçons ignorent qu’ils deviendront de véritables stars mondiales, ambassadeurs de la culture camerounaise au-delà des frontières. Même si le temps et la musique les ont rendus célèbres, ils gardent jalousement leurs valeurs qu’ils ont apprises au fil des épreuves. Amour, amitié, paix, humilité et confiance en Dieu sont les principes clés qui ont guidé leurs pas sur le chemin de la réussite. A travers leur musique, X-MALEYA nous propose une gamme très variée et assez riche de sonorités bantu, mélangées aux sonorités qui caractérisent leurs différentes origines et sensibilités musicales. Jazz, country, reggae, Rythm and Blues (R’n’B), Afro pop, ... pour ne citer que ceux-là... sont autant de rythmes qui les inspirent.
X signifie la grande mystérieuse inconnue qu’est la vie et la diversité d’origines des membres du groupe.
MALEYA signifie conseil en langue Duala (langue bantu très répandue dans la région Littoral du Cameroun).
Sans prétention aucune de donner des leçons, mais plutôt avec un réel souci de contribuer à l’universalité de la paix et plus particulièrement en Afrique, X-MALEYA nous prodigue des conseils à travers le chant bantu de Roger, l’universalité et la diversité musicale de Haïs et le charme et les rythmes groove et R’n’B d’Auguste. A les écouter, modernité et tradition n’ont jamais été aussi en symbiose. Les regarder sur scène est un véritable régal artistique pour les yeux. C’est la preuve qu’il y a bel et bien un message universel dans la musique, celui de l’AMOUR et du METISSAGE véhiculé par X-MALEYA.
X-MALEYA représente aujourd’hui une valeur incontournable de la scène musicale camerounaise et constitue une source d’inspiration pour la jeunesse que ces trois jeunes se veulent d’encadrer.
Détenteur depuis 2015 de leur propre label et maison de production « XM Music », X- MALEYA en a produit plus d’un jeune talent camerounais et est depuis 2016 ambassadeur de bonne volonté pour l’UNICEF.

### Cardio
Le 27 septembre, le groupe sort le clip ta fille n’est pas ta femme. Cette chanson est tirée d'une histoire vraie d’une jeune fille abusée par son tuteur. En raison de la violence de certaines scènes le clip est censuré dans plusieurs pays.
Le groupe est récompensé par le parlement camerounais en raison de son engagement contre les violences faites aux femmes.

## Biographie des membres
Auguste RIM est né un 21 septembre à Yaoundé. Garçon aux yeux marron d’environ 1,77 m, cet originaire du département du Mbam dans la région du Centre Cameroun se décrit comme quelqu’un de travailleur, de très créatif et d’humble. Plutôt réservé, la politesse et la simplicité avec laquelle le jeune homme s’adresse aux uns et aux autres en a surpris plus d’un. Bon chanteur et excellent danseur, c’est lui qui est très souvent derrière les chorégraphies et mises en scène enchantées du groupe.

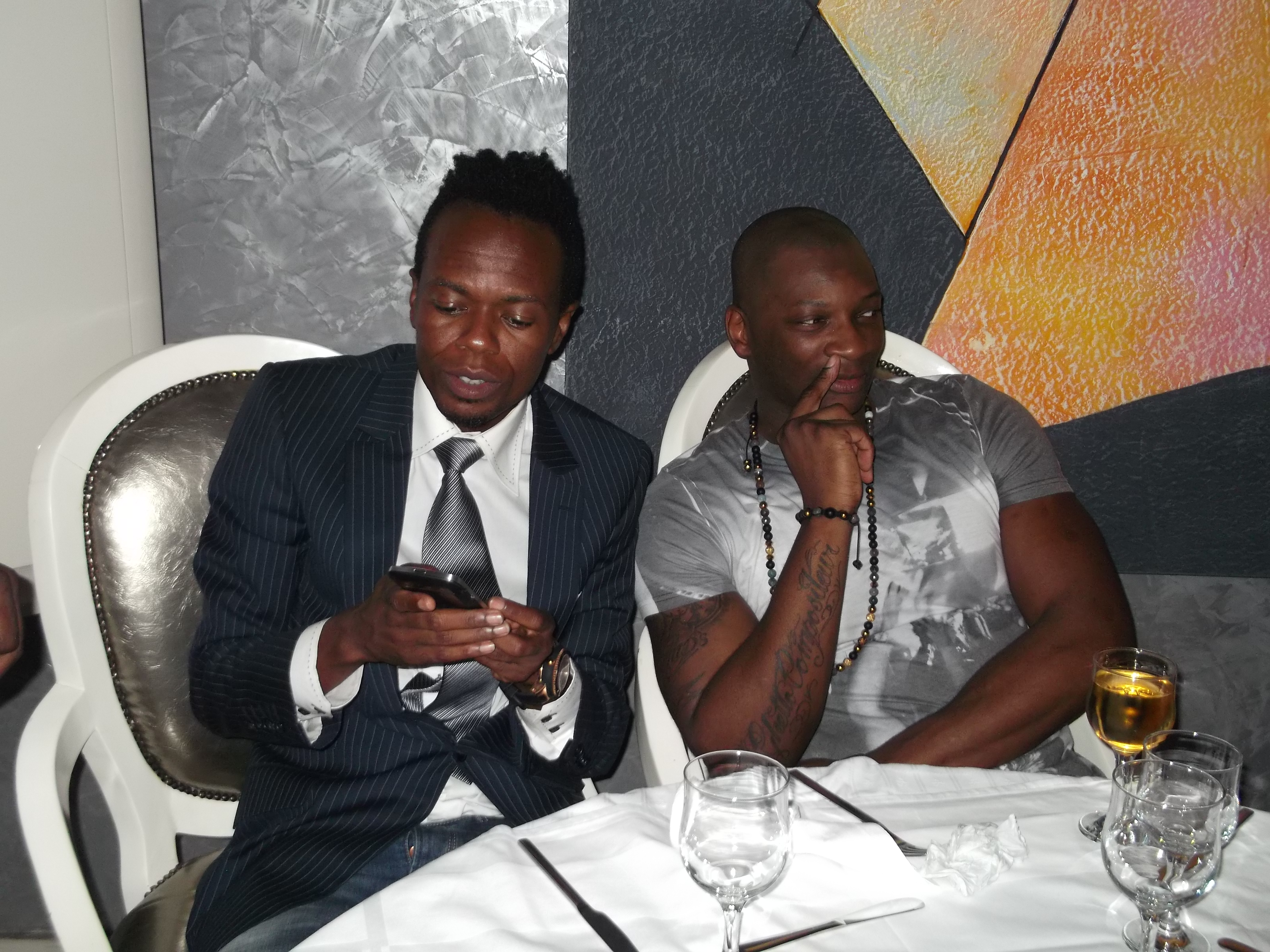
A gauche Roger Samnig et à droite le chanteur français Singuila, en 2013.

Roger SAMNIG, né un 24 avril dans la ville de Libamba dans la région du Littoral Cameroun, peut être considéré comme le leader du groupe. Il a en effet été désigné comme porte-parole d’X-MALEYA et se distingue par sa forte et riche
participation artistique dans les compositions musicales du groupe. Travailleur acharné et très bon compositeur, sa forte personnalité n’en fait pas moins quelqu’un de très respectueux, d’humble et de blagueur. Roger est une pièce maîtresse dans la réussite de ce groupe.
Haissam ZAITER, affectueusement appelé Haïs, est l’homme au cœur d’or du groupe. Né un 18 décembre à Yaoundé, ce jeune garçon souriant et plutôt timide apporte la touche anglo-saxonne au groupe de par ses origines américaines. Ce génie de l’informatique est en quelque sorte la vitrine du groupe vers le monde anglo-saxon et s’impose comme manager des relations internationales du groupe. Sa parfaite maîtrise de la guitare est un excellent atout pour le groupe lors de ses prestations scéniques. Haïs est aussi auteur-compositeur et arrangeur pour X-MALEYA.
La musique en langue Bassa a été vulgarisée par les artistes tels que le groupe X-Maleya ou Belka Tobis.

## Discographie
- 2006 : Exil
- 2009 : X Maleya
- 2011 : Tous ensemble
- 2013 : Révolution
- 2016 : Playlist
- 2016 : Playlist
- 2018 : Cardio

## Distinctions

### Nominations
- 2013 : Nommés  aux Trace Urban Music Awards dans la catégorie « Meilleur artiste africain »[5].
- 2018 : Nommés aux "AFRIMA Awards" dans la catégorie Meilleur groupe Africain
- 2012 : Nommés aux "Koras" dans la catégorie "meilleur groupe d'Afrique" [6]

### Récompenses
- 2012 : Triple Canal d’Or pour les catégories "meilleur groupe", "meilleur album" et "artiste de l’année"
- 2012 : Prix « Kunde »  (Burkina FAso) dans la catégorie "meilleur artiste de l’Afrique centrale"

## En concert
- 2018 : Festivals "Ya-Fe (Yaoundé en fête)" à Yaoundé, "Marché de Noel" à Douala et Nguon à Foumban
- 2018 : Muni Festival à Malabo en Guinée Equatoriale
- 2018 : "Cardio Europa Tour" : Afrozik Festival à Genève, Afro Rufr Festival à Dortmund, Afrika Festival à Tübingen
- 2017 : Concerts live aux festivals Afro-Monde Ngondo (week-ends du Monde au Parc-Jean-Drapeau) à Montréal et Afrofest à Toronto ; Concert live à Ottawa
- 2017 : Concert live à Yaoundé pour ses 10 ans de carrière
- 2017 : Concerts live à La Trocardière Rézé à Nantes
- 2017 : "X-Maleya Campus Tour"  dans les villes de Dschang , N'Gaoundéré et Garoua,au Cameroun
- 2016 : « USA Dream Tour », Concert live à Washington DC au Filmore Silver Spring , à Chicago, Atlanta et New York City
- 2016 : Concert live à Frankfurt en Allemagne
- 2015 : Concert live à l’Olympia de Montréal au Canada[7]
- 2014 : Concert live à l’Olympia Bruno-Coquatrix de Paris [8]avec les participations de Manu Dibango, Pit Bacardi, J-Martins, Thomas Ngijol, Samuel Etoo
- 2014 : Concerts live à Hambourg et Berlin en Allemagne et à Marseille en France
- 2009 : Festival PANAF à Alger, en Algérie et Festival FESPAN au Congo

## Collaborations
- 2018 : Featuring avec les artistes nigérians Bracket sur le titre Makossa[9] et le camerounais Minks sur Mon goût[10] et Blanche Bailly sur Je t'aime[11]
- 2018: Collaboration avec le groupe Rythmz sur la chanson Dancia[12]
- 2017: Collaboration avec la superstar congolaise Inoss B sur la chanson Dans l'os[13]
- 2013 : Featuring avec les chanteurs nigérians J-Martins sur le titre "Mon Ex" [14] et Chindinma sur "Hug" [15]
- 2012 : «Célébrons l'Afrique», chanson officielle de la CAN 2012 (Coupe d’Afrique des Nations) au Gabon avec la Gabonaise Patience Dabany, le groupe Ivoirien  Magic System, le Nigérian Dontom, l’Equato-Guinéen Miki Bad Boy et le Congolais Bill Clinton Kalonji
- 2011 et 2013 : Collaboration avec Pit Bacardi pour la sortie des albums "Tous ensemble" et "Révolution" sous le label "Empire Company" et featuring dans les titres "Son Me" [16], "Mama" [17]
- 2011 : Featuring avec le rappeur et chanteur Français Passi sur le titre "Tous ensemble" de l'album du même nom [18]